# Vilanoves
Vilanoves és una partida rural constituïda per camps de conreu de secà del terme municipal de Conca de Dalt, a l'antic terme de Toralla i Serradell, al Pallars Jussà, en territori del poble de Rivert.
Està situat a l'est-sud-est de Rivert, a migdia i a prop de la Masia de Vilanova. És a l'extrem sud-est de la Serra del Cavall, al sud-oest de l'Obaga de Vilanova, al sud-est de los Solans, a l'esquerra del barranc de l'Espluga de Paradís. A la part oriental de la partida hi ha la Borda de Fèlix i a la meridional, la del Caser.